# Choeung Ek
Choeung Ek (kmerski: ជើងឯក) bivši je voćnjak i masovna grobnica žrtava Crvenih Kmera, koji se nalazi 11 km južno od Phnom Penha. Choeung Ek je najpoznatije od brojnih poljā smrti na kojima su Crveni Kmeri u sklopu kambodžanskog genocida pobili i pokopali preko 1 000 000 ljudi urazdoblju od 1975. do 1979. godine. Na Choeung Eku su pronađeni posmrtni ostaci ukupno 8895 osoba, dobar dio kojih su bili politički zatvorenici transportirani iz Tuol Slenga i drugih zatvora. 
Danas je Choeung Ek jedino polje smrti koje je dostojno uređeno kao memorijalna lokacija. Uz njega, jedina takva lokacija je Muzej genocida Tuol Sleng, premda se tu nije radilo o polju smrti nego o zatvoru. Ostala polja smrti i dalje postoje, ali nisu uređena kao memorijalna područja. Na Choeung Eku se nalazi budistička stupa, čiji bočni zidovi od akrilnog stakla otkrivaju više od 5000 ljudskih lubanja u njoj sačuvanih. Neke od donjih razina stupe otvorene su tijekom dana tako da je moguće ući i izravno promotriti lubanje. Dobar dio lubanja je raspuknut ili smrskan. 
Kambodžanske vlasti potiču turiste da posjete Choeung Ek. Izuzev stupe s lubanjama, na memorijalnoj su lokaciji sačuvane i bivše grobnice. Neke od njih još uvijek sadrže kosti žrtava. 

## Galerija slika
- Tlocrt izvornog plana kampa za istrebljenje Choeung Ek
- Lubanje žrtava Crvenih Kmera u memorijalnoj stupi
- Memorijalna stupa na polju Choeung Ek
- Čeljusti žrtava izložene u stupi
- Zubi i kosti žrtava na lokaciji masovnih grobnica
- Ispražnjene masovne grobnice u kojima su pokapani leševi

## Vanjske poveznice
|  | Zajednički poslužitelj ima još gradiva o temi Choeung Ek |